# Психоз (роман)
Психоз (англ. Psycho), також відомий під назвами Психо та Психопат — психологічний роман-трилер 1959 року, написаний американським письменником Робертом Блохом. Двічі екранізований — Альфредом Хічкоком 1960 року та Ґасом Ван Сентом 1998 року.

## Сюжет
Норман Бейтс - холостяк середнього віку, чиїм життям керує владна матір, разом з якою вони тримають невеличкий готель в місті Фейрвел, штат Каліфорнія. Їх бізнес занепадає після того, як шосе було перенесено далі від мотелю. 
Норман читав книгу замість того, щоб працювати, чим виводить матір з себе. Вона каже сину, що його зацікавленість літературою психоаналізу, окультизму та ізотерики шкодить йому. У Нормана з'являється бажання вбити матір. Та під час суперечки приїжджає нова відвідувачка - дівчина на ім'я Меріон Крейн, яка втекла після крадіжки $40 тисяч з банку, в якому вона працювала. Гроші вона хоче витратити на весілля та спільне життя зі своїм коханцем Семом Лумісом. 
Норман пропоную Мері разом повечеряти, бо кафе занадто далеко. 
Під час вечері між Норманом та Мері відбувається розмова, під час якої дівчина пропонує віддати жінку до психіатричної лікарні. Норман починає кричати та запевняє, що його матір перебуває в здоровому ґлузді, та що всі іноді божеволіють. Мері йде до себе в кімнату після сварки та обдумавши слова Нормана вирішує повернути гроші.
Норман випиває та підглядає за дівчиною під час того як вона йде в душ, після він сідає на крісло і засинає.
Декілька хвилин по тому в душ до Мері заходить хтось. Вона бачить жахливе, погано нафарбоване лице людини, яка вбиває дівчину кухонним ножем, а по тому відтинає їй голову. 
Отямившись Норман виявляє труп Меріон. Після тривалих роздумів та бажання видати матір владі, Норман вирішує заховати тіло Меріон.
Тим часом Сем знайомиться з сестрою Мері, Лайлою, яка є занепокоєною зникненням дівчини. З ними обидвома зустрічається Мілтон Арбоґаст - приватний слідчий, найнятий босом Меріон для пошуку грошей. Детектив обшукав усе місто, окрім готелю Бейтса, й після розмови з Норманом він розуміє, що той щось від нього приховує. Побачивши у вікні будинку жінку, детектив хоче з нею поговорити, і поки Норман пішов підготувати матір до розмови Арбоґаст телефонує до Лайли та повідомляє її про свої здогадки, а потім прямує до будинку Бейтсів, де знову відбувається страшне вбивство.
Сем та Лайла приїжджають до Фейрвела в пошуках Арбоґаста. Там вони знайомляться з шеріфом, який говорить їм, що місіс Бейтс давно померла: вона отруїла себе та свого коханця Джо Консайдена. Юний Норман знайшов тіла та отримав психологічну травму, в результаті чого провів певний час в психіатричній лікарні. Так молоді люди приїжджають до мотелю й, поки Сем відволікає увагу Нормана, Лайла пробирається до будинку Бейтсів, де знаходить муміфікований жіночий труп. Тієї ж хвилини на неї нападає стара з ножем, яка виявилася переодягненим в костюм матері Норманом. Сем, на якого напав Норман після того, як Лайла вирушила до будинку, опритомніє та рятує жінку. По тому приїздить поліція та заарештовує Бейтса.
В дільниці слідчий повідомляє, що виявилося, що це Норман отруїв матір та її коханця. Вона була деспотичною жінкою, яка виховувала сина в суворості, переконуючи, що секс - це гріх, а всі жінки довкола - повії. Коли ж у Норми Бейтс з'явився коханець, Норманом оволоділи ревнощі,після того як побачив їх у ліжку, та він вбив обидвох. 
Після вбивства Норман потрапив до лікарні на декілька місяців від пережитого шоку, чим випадково відвів від себе всі підозри. 
В результаті, аби подавити в собі почуття провини, Норман розвинув у собі декілька особистістей - особистість його матері, якій приписував вбивства інших дівчат, а не лише смерть Меріон; особистість дитини, яка слухалася першої особистості; особистість Нормана, яка брала керування на себе в критичні моменти.

## Продовження
За певний час Блох написав ще два продовження свого роману, але по жодному з них не було знято сіквелу фільму Альфреда Хічкока - нові фільми було знято за оригінальним сценарієм, чиї сюжети лише віддалено нагадували події романів. 
В першому романі-продовжені Психоз 2, Норман втікає з психіатричної лікарні, перевдягнувшись у монашку, до Голлівуда, який для читачів виглядає ще навіженішим, аніж сам Бейтс. В третьому романі Будинок психопата дія відбувається за багато часу по тому, коли мотель Бейтса було відкрито для туристів як місцевий атракціон.

## Екранізації
Роман було двічі екранізовано Голлівудом - Альфред Хічкок зняв свою версію ще 1960 року з Ентоні Перкінсом та Джанет Лі в головних ролях. А 1998 року вийшла екранізація Ґаса Ван Сента з Вінсом Воном та Енн Хечч в ролях Нормана Бейтса та Меріон Кейн відповідно.
Крім того, фільм Хічкока породив ще 3 продовження, а наприкінці 1980-х років було знято пілотний епізод телевізійного серіалу, в якому дія відбувалась в мотелі Бейтса вже після смерті Нормана. Але жоден з наступних фільмів не досяг слави оригіналу 1960 року, а версія 1998 року була сприйнята негативно як критиками, так й глядачами - фільм буквально покадрово відтворював стрічку Хічкока й, відповідно, рімейк не зміг змагатися з оригіналом.